# Coelia macrostachya
Coelia macrostachya es una especie de orquídea epifita, originaria de México, Guatemala, Honduras, El Salvador y Panamá.

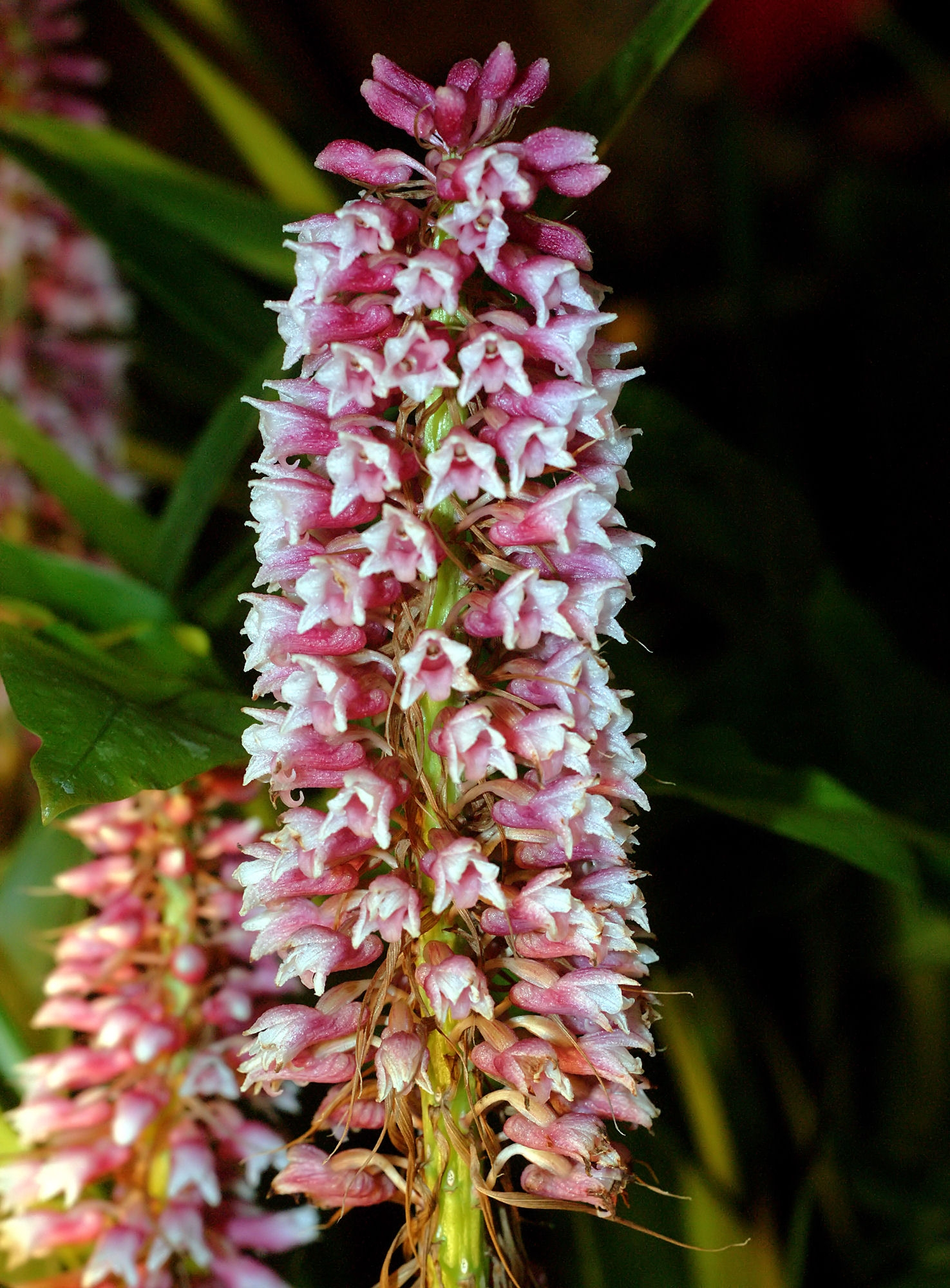
Inflorescencia

## Descripción
Es una orquídea con hábitos epífitas o terrestres; pseudobulbos de 5 cm de diámetro, ligeramente comprimidos, glabros, verdes, revestidos con vainas escariosas de 10 cm de largo, apicalmente 3–6-foliados. Hojas de 80 cm de largo y 3.5 cm de ancho, agudas, la haz verde obscura brillante, el envés mate y más pálido, con 9–10 nervios longitudinales. Inflorescencia un racimo de 48 cm de largo, lateral, multifloro, el pedúnculo de 6 mm de diámetro, glabro, cubierto de vainas infladas y escariosas, las flores 15 mm de largo incluyendo el espolón.

## Distribución y hábitat
Se encuentra desde México a Costa Rica en elevaciones de 500 a 2500 metros en la selva tropical de montaña, pino-encino,  o bosques enanos de las elevaciones más altas o expuestas donde florece en la primavera y el verano.

## Taxonomía
Cochleanthes aromatica fue descrito por John Lindley y publicado en Plantas Hartwegianas imprimis Mexicanas 92. 1842.
Sinonimia
- Bothriochilus macrostachyus (Lindl.) L.O.Williams
- Coelia macrostachya var. integrilabia Rchb.f.[5][7][8]